# Rabrovo (Valandovo)
Pour les articles homonymes, voir Rabrovo.
Rabrovo (en macédonien Раброво) est un village du sud-est de la Macédoine du Nord, situé dans la municipalité de Valandovo. Le village comptait 274 habitants en 2002.

## Démographie
Lors du recensement de 2002, le village comptait :
- Macédoniens : 271
- Serbes : 3